# František Zapletal (fotbalista)
František Zapletal byl československý fotbalista, univerzál a fotbalový trenér.

## Fotbalová kariéra
V československé lize hrál za SK Židenice. V nejvyšší soutěži nastoupil ve 150 utkáních a dal 20 gólů.
Byl členem slavného dorostu SK Židenice z konce 30. let 20. století. Dalších šest jeho tehdejších spoluhráčů si v dresu židenického A-mužstva zahrálo I. ligu (brankář Kosta, záložníci Res a M. Vaněk, útočníci J. Červený, Klimeš a Krejčíř).

## Ligová bilance
| Ročník                                     | Zápasy | Góly | Klub               |
| ------------------------------------------ | ------ | ---- | ------------------ |
| Státní liga 1938/39                        | 4      | 0    | SK Židenice        |
| Národní liga 1939/40                       | 6      | 1    | SK Židenice        |
| Národní liga 1940/41                       | 10     | 7    | SK Židenice        |
| Národní liga 1941/42                       | 17     | 2    | SK Židenice        |
| Národní liga 1942/43                       | 19     | 1    | SK Židenice        |
| Národní liga 1943/44                       | 24     | 4    | SK Židenice        |
| Státní liga 1945/46                        | 18     | 2    | SK Židenice        |
| Státní liga 1946/47                        | 13     | 1    | SK Židenice        |
| Státní liga 1948                           | 13     | 0    | Zbrojovka Židenice |
| Celostátní československé mistrovství 1949 | 26     | 2    | Zbrojovka Brno     |
| CELKEM                                     | 150    | 20   |                    |

## Trenérská kariéra
Jako trenér vedl Spartak TOS Kuřim (1958-1960, hrající trenér), Zbrojovku Brno (1960-1962) a zbrojovácké B-mužstvo (1962-1964). Na jaře 1963 byl asistentem Alfréda Sezemského u A-mužstva, zároveň dokázal s brněnskou rezervou vyhrát druhou ligu. V ročníku 1963/64 dokonce chvíli vedl A-mužstvo místo Alfréda Sezemského.